# 新日耳曼 (明尼蘇達州)
新日耳曼是一個位於美國明尼蘇達州卡弗縣的城市。

## 人口
根據2020年美國人口普查的數據，新日耳曼的面積為2.59平方千米，當中陸地面積為2.58平方千米，而水域面積為0.01平方千米。當地共有人口464人，而人口密度為每平方千米179人。

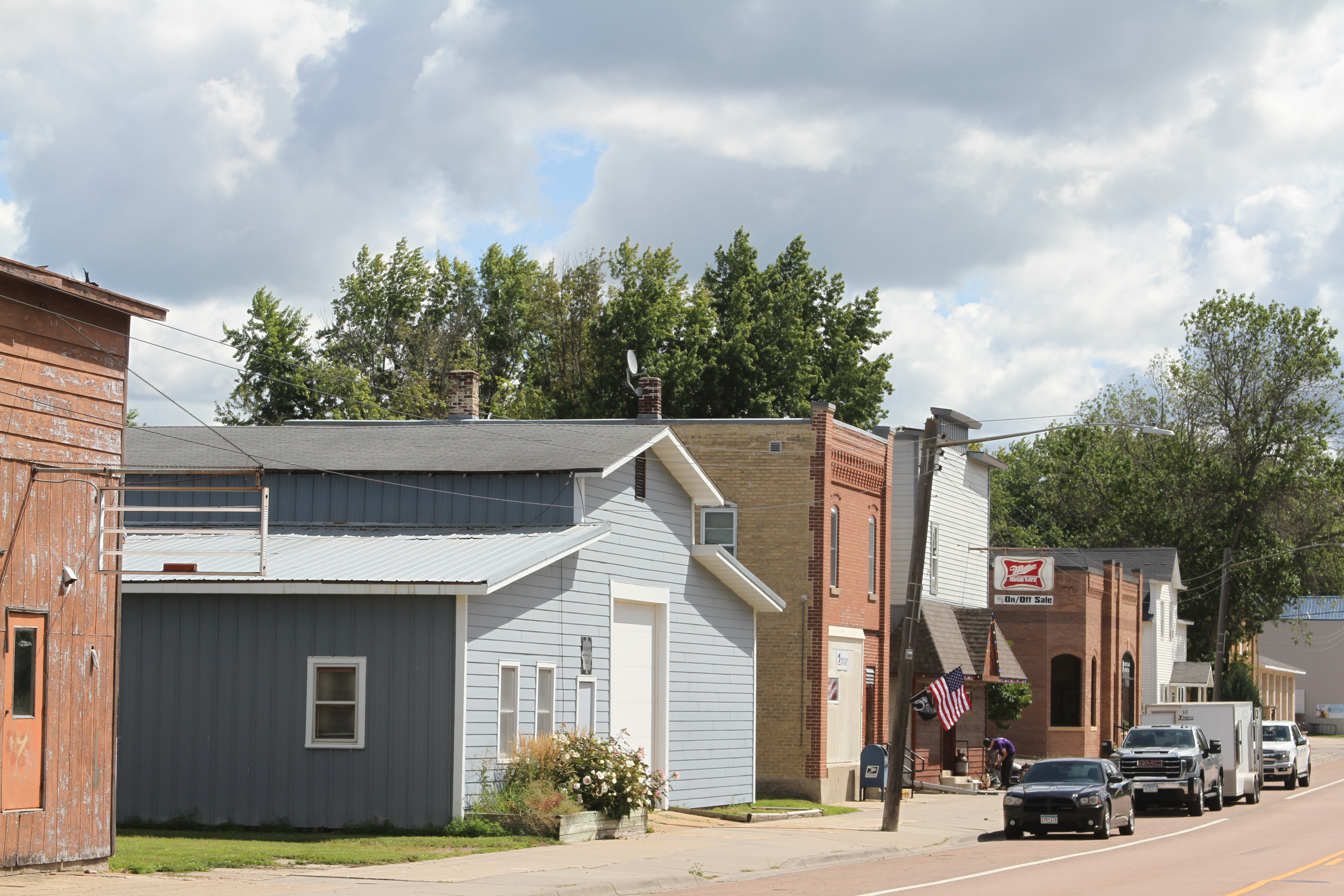
新日耳曼 (New Germany)
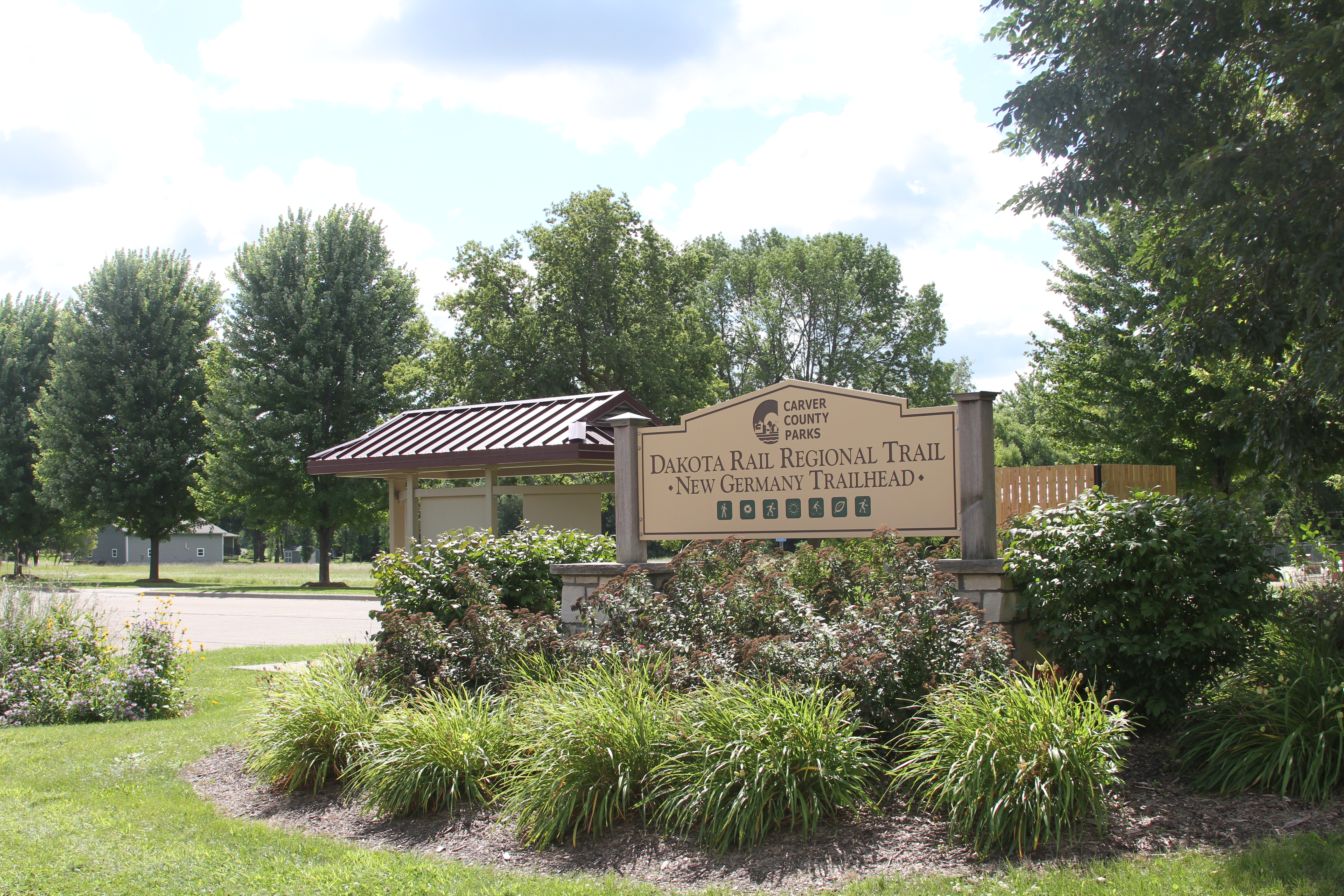
Dakota Rail Regional Trail